# Nemo 33
50°47′46″N 4°18′59″Ø / 50.796211°N 4.316468°Ø
Nemo 33 er en af verdens dybeste indendørs pooler. Den havde rekorden, som den dybeste i 10 år, men er nu blev overgået af Y-40. Den største dybde i Nemo 33 er 34,5 meter, og selve bassinet indeholder 2,5 mio. liter vand. 
Nemo 33 ligger i Bruxelles i Belgien og blev indviet den 1. maj 2004. Vandet er 30 grader celsius varmt og filtreres intenst, så man undgår at bruge klor. Bassinet og bygningen, hvis hovedfunktion er dykkerundervisning og alm. dykning, er designet af den belgiske dykkerekspert John Beernaerts. Bassinet er specielt, da der er indbygget 2 platforme, én på 5 meters dybde og én på 10 meters dybde, 2 huler og det 12-kantede dybe hul på 34,5 meter. Fra restauranten ved siden af kan man se ind på dykkerne igennem 7 vinduer. Bassinet og bygningskomplekset er åbent for besøgende og såvel erfarne som uerfarne dykkere.